# Ultima emisiune
Ultima emisiune este o operă literară scrisă de Ion Luca Caragiale. A fost publicată pentru prima dată în ziarul Universul la 6 noiembrie 1900.